# Индонезија на Светском првенству у атлетици у дворани 2018.
Индонезија је на 17. Светском првенству у атлетици у дворани 2018. одржаном у Бирмингему од 1. до 4. марта учествовала десети пут. Репрезентацију Индонезије представљао је 1 такмичар који се такмичио у трци на 60 метара препоне.,
На овом првенству такмичар Индонезије није освојио ниједну медаљу али је оборио национални и лични рекорд.

## Учесници
Мушкарци:
- Рио Малхотра — 60 м препоне

## Резултати

### Мушкарци
| Атлетичар    | Дисциплина   | Лични рекорд | Квалификација | Квалификација | Полуфинале           | Полуфинале           | Финале               | Финале       | Детаљи |
| Атлетичар    | Дисциплина   | Лични рекорд | Резултат      | Место         | Резултат             | Место                | Резултат             | Место        | Детаљи |
| ------------ | ------------ | ------------ | ------------- | ------------- | -------------------- | -------------------- | -------------------- | ------------ | ------ |
| Рио Малхотра | 60 м препоне |              | 7,98 НР, ЛР   | 7. у гр. 3    | Није се квалификовао | Није се квалификовао | Није се квалификовао | 33 / 37 (38) |        |